# Дубрава (Воронежская область)
Дубрава — посёлок в Богучарском районе Воронежской области.
Административный центр Мёдовского сельского поселения.

## География
Расположен в 19 км к юго-востоку от г. Богучар.

### Улицы
- ул. Дружбы,
- ул. Космонавтов,
- ул. Лесная,
- ул. Мира,
- ул. Молодёжная,
- ул. Садовая,
- ул. Школьная.

## Население
| 2000 | 2005 | 2010 |
| ---- | ---- | ---- |
| 575  | ↘466 | ↘445 |

## История
В 1841 г. на место где расположен посёлок был переведен Донецкий Предтечев монастырь. Посёлок образовавшийся при монастыре получил название Новый Монастырь. После революции переименован в Новый Донецкий. Позже в посёлке размещается центральная усадьба совхоза Радченский. Постановлением областной Думы от 26.09.1996 г. поселок Радченский переименован в поселок Дубрава.